# Nagat Ali
Nagat Ali (arabiska: نجاة علي), född 1975 i Kairo, är en egyptisk författare och poet. Hon är utbildad litteraturvetare, och skrev sin masteruppsats om ironi i Yousuf Idris noveller. Hennes doktorsavhandling behandlar berättaren i Naguib Mahfouz romaner.
Ali debuterade 2002 med diktsamlingen "Ka'in khurafa ghayathu al-tharthara" och har sedan dess gett ut ytterligare två diktsamlingar, varav en vann Tangier Prize for Poetry i Marocko 2009. Hon var en av de 39 arabiska författare under 40 år som valdes ut till antologin Beirut 39, huvudprojektet när Beirut var Unescos bokhuvudstad 2009. Hennes dikter har översatts till bland annat engelska, franska, tyska och kurdiska.